# 杉本理恵
杉本 理恵（すぎもと りえ、1974年9月25日 - ）は、日本の元アイドル歌手、女優。帝塚山学院中等部卒業、堀越高等学校卒業、高校時代の同級生には、薬師寺容子・草彅剛・新島弥生・細江真由子、駒村多恵などがいた。

## 来歴
1989年、第4回「ロッテ CMアイドルはキミだ!」でフォトジェニック賞を受賞。1990年、日本ファルコムのパソコンゲーム『イースII』のヒロイン・リリアのイメージガールを探す「ミス・リリア・コンテスト」で1873名の中からグランプリを獲得。1990年7月21日、キングレコードのファルコムレーベルよりミニアルバム『LILIA』をリリースし、芸能界デビュー。通算でシングル5枚、ミニアルバム1枚、オリジナルアルバム5枚をリリース。
その後は女優に転身。2000年4月30日に所属事務所との契約終了をもって、芸能界を引退した。
実家は歯科医を営み、同歯科のスリッパがファンクラブイベントの景品になったことがあった。兄が3人おり、兄たちの影響でパソコンに興味を持つようになった。上京後は上の兄と同居して芸能活動をしていた。

## 活動の変遷

### ファルコムレーベル時代
日本ファルコムの人気ゲームBGMに歌詞をつけたアレンジ曲を歌うという、当時としては一風変わった売り方で、角川書店のパソコンゲーム雑誌『コンプティーク』1990年11月号から1993年8月号に毎月グラビア・エッセイが連載された。連載タイトルは1991年4月号までは「杉本理恵のTOKYO夢冒険」、それ以降は「道の途中で」。なお、この連載は1993年8月号を最後に何の前触れもなく打ち切られている。
アルバム『銀河の空想』では、発売当時にゴールデンタイムのテレビ番組にレギュラー出演していたこともあり、一般層をターゲットに入れてBGMアレンジ曲を一切使用しなかったが、次作『Heal Ring』では再びBGMアレンジ曲を取り入れた。
なお、アルバムのタイトルはイメージキャラクターである『LILIA』の他、『KRELIA』（金属名）『Celceta』（地名）『Heal Ring』（アイテム名）と、『イースシリーズ』作中に登場する名詞がよく使われている。

### レーベル移籍後
『Heal Ring』から後はファルコムレーベルを離れ、キングレコードより楽曲を発表（日本ファルコムのサイトで『Heal Ring』までしかディスコグラフィが掲載されていないのはそのため）。シングル『ときめきアイランド』以降は、ゲームからのBGMアレンジ曲は一切使用されていない。
1999年にベストアルバムが発売されているが、これはキングレコードが版権を有するアイドル歌手の音源から制作された企画盤群の中の1枚で、歌手活動再開を意味するものではなかった。
また、歌手活動とは別に、芸能事務所であるあむ・はうすに在籍していた間、「杉本理恵 最新Fax-Box」という名前で週1回、本人の直筆による近況報告を1993年5月1日から1997年5月27日までの全211回、ファックスで受け取ることができるサービスが行われていた。
1997年5月31日のあむ・はうす退職によってデビュー直後から7年弱続いてきたファンクラブ「RIE STATION」は解散されることとなった。そのため退職直前の1997年5月25日に、「ファイナルパーティー」と称する事実上最後のファンイベントが開催されている。
以降はバニシング・ポイント、渡辺プロダクションと移籍を重ね、2000年4月30日に渡辺プロダクションとの契約終了をもって芸能界を引退した。
2015年4月1日には、1999年に発売されたベストアルバム収録曲に加え、デビューミニアルバム『LILIA』から『GOODBYE』を加えた、全１７曲のハイレゾ音源が提供されている。

## ディスコグラフィ

### シングル
| 枚  | 発売日         | タイトル             | 規格品番 |
| --- | -------------- | -------------------- | -------- |
| 1st | 1991年4月21日  | 初恋の通り雨         | KIDS-38  |
| 2nd | 1991年12月21日 | 宇宙へ行こうGO GO GO | KIDS-71  |
| 3rd | 1992年11月21日 | ときめきアイランド   | KIDS-115 |
| 4th | 1993年7月21日  | Fight!               | KIDS-149 |
| 5th | 1994年11月23日 | 恋するSATURDAY NIGHT | KIDS-198 |

### アルバム

#### オリジナルアルバム
| 枚  | 発売日        | タイトル                     | 規格品番 |
| --- | ------------- | ---------------------------- | -------- |
| 1st | 1990年7月21日 | LILIA                        | KICS-35  |
| 2nd | 1990年12月5日 | KRELIA                       | KICS-57  |
| 3rd | 1991年6月21日 | Celceta                      | KICS-105 |
| 4th | 1991年12月5日 | 銀河の空想（ゆめ）           | KICS-155 |
| 5th | 1992年8月21日 | Heal Ring 〜やすらぎの指輪〜 | KICS-230 |
| 6th | 1993年9月22日 | Be Natural "心のままに"      | KICS-344 |

#### ベストアルバム
| 枚  | 発売日         | タイトル             | 規格品番  |
| --- | -------------- | -------------------- | --------- |
| 1st | 1999年11月26日 | 杉本理恵コレクション | KICX-7074 |

#### ハイレゾ音源
| 枚  | 発売日       | タイトル                                                   |
| --- | ------------ | ---------------------------------------------------------- |
| 1st | 2015年4月1日 | キングCD文庫 アーティスト・コレクション・シリーズ 杉本理恵 |

## タイアップ
| 楽曲                 | タイアップ                                       |
| -------------------- | ------------------------------------------------ |
| 宇宙へ行こうGO GO GO | 日本テレビ系『ザ・ラスベガス』エンディングテーマ |
| ときめきアイランド   | 映画『七人のおたく』挿入歌                       |
| 恋するSATURDAY NIGHT | 中部日本放送『パチンコNOW!』主題歌               |

## ビデオ・LD
- 1991年8月21日 - 妖精のスケッチ
- 1993年2月24日 - RIE'S WORLD（1992年11月22日に開催されたファーストコンサートのビデオ）

## 出演

### テレビ
- 思春期外来2 - 1991年5月15日、日本テレビ系にて放送されたドラマ、主役
- ザ・ラスベガス - レギュラー出演
- Theゲームパワー - 2代目アシスタント
- 三宅裕司の!どこが違うの? - 準レギュラー出演
- クイズ年の差なんて!
- パチンコNOW! - オープニング
- こたつでパソコン - レギュラー出演
- 吉野物語
- 暴れん坊将軍III 「草笛に秘めた過去」 - お糸 役
- 東京イエローページ - レギュラー出演

### 映画
- 七人のおたく

### ラジオ
- ラジオたんぱ『飛び出せ! エクスエラキッズ』

### CD-ROMマガジン
- ウルトラボックス3号（PCエンジンCD-ROM2：ゲーム発のアイドルとして出演）

ほか、アイドル雑誌、CMなど多数

## ゲームBGMを原曲とする楽曲の一覧
| 曲名                                 | ゲームタイトル               | 原曲名                |
| 「LILIA」収録                        | 「LILIA」収録                | 「LILIA」収録         |
| ------------------------------------ | ---------------------------- | --------------------- |
| 夏の海から来たBOY                    | イースII                     | TOO FULL WITH LOVE    |
| 月に愛された少女                     | イースII                     | LILIA                 |
| 「KRELIA」収録                       |                              |                       |
| 微笑みの鍵                           | イース                       | SEE YOU AGAIN         |
| 雨が痛い…どうして                    | イース                       | THE MORNING GROW      |
| 兄貴の恋人                           | ワンダラーズ・フロム・イース | 貿易の街レドモント    |
| 魔法じかけのHeart                    | ワンダラーズ・フロム・イース | Dancing on the road   |
| 「Celceta」収録                      |                              |                       |
| 永遠のファンタジア                   | イース                       | THE SYONIN            |
| 世界で一番 MY BOY                    | イースII                     | STAY WITH ME FOREVER  |
| GREYの予感                           | イース                       | FOUNTAIN OF LOVE      |
| わたしはASIA GIRL                    | イースII                     | TOO FULL WITH LOVE    |
| Celcetaの花                          | イースII                     | A STILL TIME          |
| 「Heal Ring 〜やすらぎの指輪〜」収録 |                              |                       |
| 恋するミュージアム                   | ソーサリアン                 | BEAUTIFUL DAY         |
| 胸に秘めたDOOL                       | ワンダラーズ・フロム・イース | Believe in my heart   |
| 悲しくさせないで                     | イースII                     | A PATHETIC STORY      |
| 初恋伝説 〜星が生まれる日〜          | ワンダラーズ・フロム・イース | 哀愁のトワイライト    |
| 心の鐘                               | イースII                     | SO MUCH ALL FOR TODAY |
| ピエロの予感                         | ワンダラーズ・フロム・イース | 愛しのエレナ          |
| 夜明けの詩                           | ソーサリアン                 | SIGH AND TEAR         |
| 迷宮の彼方                           | イースII                     | REST IN PEACE         |